# Жестикуляция у итальянцев

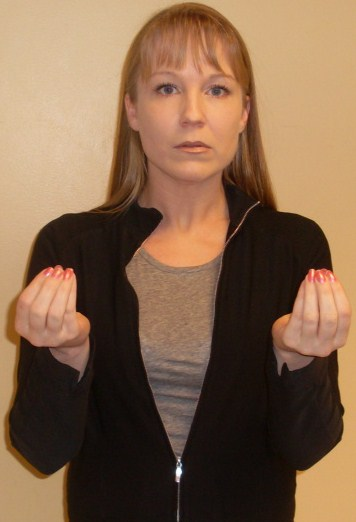
Итальянский жест Che vuoi?

Жестикуляция у итальянцев — антропологическое и социологическое явление, касающееся невербального общения носителей итальянского языка .
Набор поз, движений лица и рук характеризует слышащих носителей итальянского языка во время их вербальной беседы. Эти признаки могут варьировать от региона к региону, хотя все они могут быть прослежены до одного и того же явления. По словам психолога Изабеллы Поджи, по крайней мере 250 жестов, присутствующих в итальянской культуре, могут быть количественно соотнесены с фонологическим богатством жестов итальянского жестового языка.

## История
Происхождение итальянских жестов восходит к древности.

## Функции
Итальянские жесты более развиты, чем жесты других языковых сообществ.
Как правило, жестовые знаки являются ковербальными, то есть они используются для обогащения сообщения, выраженного вербально, однако они также могут быть автономными знаками, которые используются даже в отсутствие речи аналогично жестовому языку.
С лингвистической точки зрения, в отличие от жестового языка, знаки жестикуляции итальянцев «имеют лексику, но не синтаксис». Они могут выражать осмысленные фразы, но они не члены предложения, такие как подлежащее или сказуемое.

## Примеры
- Che vuoi? Рука в сосновой шишке : также называемая рукой-тюльпаном, один из самых характерных жестов, характеризующийся группировкой всех пальцев в форме конуса («сосновой шишки»), и покачиванием руки в сторону собеседника. Жест имеет двойное значение: вопросительное или критическое. В первом случае он соответствует фразе «чего ты хочешь?», во втором — «что ты говоришь?!» или «ничего похожего». В первом значении рука обычно двигается быстро, во втором — медленнее, подчёркивая критическую позицию говорящего[1].

## В массовой культуре
Хотя жестикуляция — явление, присутствующее во всех культурах, итальянские жесты общепризнанны как одна из особенностей, отличающих жителей Аппенинского полуострова. В сентябре 2012 года «Italian Gestures», компания, к тому времени уже разработавшая приложение для итальянских жестов, создала серию чехлов для смартфонов, которые воспроизводят типичные жесты носителя итальянского языка, в 2013 году американская газета New York Times, посвятила этому явлению несколько страниц, взяв интервью у некоторых ученых из итальянских университетов. В феврале 2020 года Консорциум Unicode одобрил предложение бизнесмена из Амальфи оформить типичный жест «рука с сосновой шишкой» в виде эмодзи. Символ был добавлен в июльском выпуске 2020 года под названием «сжатые пальцы» .

## Примечание
1. 1 2 3 4 5 6  Gesti. Treccani. Дата обращения: 5 февраля 2022. Архивировано 25 января 2022 года.
2. ↑  Claudio Nobili. Appunti per una geografia della gestualità italiana: i regionalismi gestuali. Treccani.it (15 июня 2018). Дата обращения: 5 февраля 2022. Архивировано 5 февраля 2022 года.
3. ↑  Rachel Donadio. Italiani, l'arte del linguaggio dei gesti. Il Nyt: "Parlate con le mani come con la voce". La Repubblica (1 июля 2013). Дата обращения: 5 февраля 2022. Архивировано 5 февраля 2022 года.
4. ↑  Elisabetta Maurutto. Perché noi italiani parliamo con le mani... (31 октября 2014). Дата обращения: 5 февраля 2022. Архивировано 5 февраля 2022 года.
5. ↑  Filomena Fuduli Sorrentino. Quando si parla con i gesti. La Voce di New York (19 июля 2013). Дата обращения: 5 февраля 2022. Архивировано 5 февраля 2022 года.
6. ↑  Cristina Carducci. Luca Vullo, l'italiano che a Londra fa parlare a gesti. Londra chiama Italia. Дата обращения: 5 февраля 2022. Архивировано 5 февраля 2022 года.
7. ↑  Italian Gestures. Le prime custodie al mondo sui gesti italiani. Attiva (10 сентября 2012). Дата обращения: 5 февраля 2022. Архивировано 5 февраля 2022 года.
8. ↑  Tommaso Perrone. Perché gli italiani gesticolano. LIFEGATE (3 июля 2013). Дата обращения: 5 февраля 2022. Архивировано 5 февраля 2022 года.
9. ↑  Alessio Lana. «Ma che dici?»: il gesto italiano più famoso del web diventa un emoji. Corriere della Sera (30 января 2020). Дата обращения: 5 февраля 2022. Архивировано 5 февраля 2022 года.
10. ↑  Dario D'Elia. "Ma che dici?", la mano 'a cuoppo' diventa emoji grazie a un italiano. "E' nata parlando di limoncello" (1 февраля 2020). Дата обращения: 5 февраля 2022. Архивировано 5 февраля 2022 года.
11. ↑  Emoji Recently Added, v13.0 (23 июля 2020). Дата обращения: 5 февраля 2022. Архивировано 14 марта 2022 года.